# イヨマンテの夜
「イヨマンテの夜」（イヨマンテのよる）は、作詞・菊田一夫、作曲・古関裕而、歌・伊藤久男/コロムビア合唱団の歌謡曲。「イヨマンテ」とはアイヌ語で「送り儀式」のことで、「熊祭り」の字を当てることも多い。全2番。

## 概要
元々はNHKのラジオドラマ『鐘の鳴る丘』の劇中の山男をテーマとして、生放送の中、古関がハモンドオルガンで即興的に演奏した曲だった。山男が「アーアー」と口ずさむだけのメロディだったが、たまたま番組を聴いていた伊藤が、曲を気に入り採譜。菊田と古関もこれを気に入り、ひとつの作品として残すことになった。改めて古関が作曲、ドラマの脚本を書いた菊田が当時、アイヌの作品を手がけていたため、アイヌ的な単語を当てはめた歌詞を加え、1950年1月にレコード発売された。
「アーホイヨー」の歌い出しは雄叫びにも似て、伊藤が朗々と歌い上げる。リズム的にも大変難しく、男性的な歌謡曲の典型で、1950年から1952年頃の『NHKのど自慢』ではほとんどの男性出場者がこの曲を選択し、審査員を困らせた。その後ののど自慢でも、長らく声量自慢の年配者が歌う姿が見られた。
アイヌに題材を採ってはいるが、かがり火をたいて祭りを行うものになっていたり、アフリカの楽器であるタムタムが登場するなど、実際のアイヌの儀式や伝統曲とはかけ離れた面も多い。
アイヌを題材にした歌謡曲としては他に映画版『君の名は』第2部の主題歌『黒百合の歌』がある。異教的な雰囲気など、両者には共通点が見られる。作詞、作曲は同じく菊田・古関コンビで、織井茂子の歌でレコード化された。

## 持ち歌として唄っている歌手
- 伊藤久男 - 歌手（1950年に古関の作曲で世に出す）
  - 第9回NHK紅白歌合戦で歌った音声がNHKアーカイブス (施設)に存在しているが、番組公開ライブラリーではこの歌の部分のみ公開されていない（理由は不明）。
- 秋川雅史 - 声楽家（公演やテレビで披露、CD収録）
- 錦織健 - 声楽家（公演で披露）
- 五郎部俊朗 - 声楽家（公演やテレビで披露、CD収録）
- 巻上公一 - 歌手（CD収録）
- 松村和子 - 歌手 （シングル「ひぐらしの宿」カップリング曲としてCD収録）、2014年
- 吉村明紘 - 歌手 （リニューアル・シングル「門前仲町ブルース」カップリング曲としてCD収録）、2016年
- 氷川きよし - 歌手 （アルバム『新・演歌名曲コレクション4 -きよしの日本全国 歌の渡り鳥-』に収録、音楽配信収録）、2016年
- 松阪ゆうき - 歌手 (シングル『愛の欠片のボーナストラックとして』CD収録）、2017年
- 岩本公水 - 歌手（カバーアルバム『うたこまちⅡ』に収録）、2019年
- 細川たかし - 歌手 （「2020 イヨマンテの夜」としてCD収録、音楽配信収録）
- 寺本圭佑 - 歌手 （シングル「ひとりにしない(スペシャル・パッケージ)」カップリング曲としてCD収録）、2020年
- 三山ひろし - 歌手（カバーアルバム『歌い継ぐ!日本の流行歌 パート2』に収録）、2021年
- 南一誠 - 歌手（歌手生活25周年記念ベストアルバム「愛を眠らせて」、アルバム「三景の女」に収録）
- キムヨンジャ - 歌手（公演やテレビで披露）
- 吉原光夫 - 俳優（NHK連続テレビ小説『エール』岩城新平役、最終回のコンサートで披露）
- 知里 - 歌手（シングル「花艶歌」カップリング曲としてCD収録）

## 梅垣義明の芸
劇団WAHAHA本舗に所属する梅垣義明が、この楽曲を伴奏として、全身に金粉を塗った扮装をしてコテカを軸棒に見立てて皿回しをしながら踊る芸を持ちネタにしていた時期がある。当初は劇場やローカルテレビ局の深夜放送のみで披露していた芸であったが、1994年元日に日本テレビ系全国ネットで放送されたテレビ番組『北野武政界進出宣言!?ビートたけしのお笑いウルトラクイズ』で、梅垣を筆頭に岡本夏生・宅八郎など出演者9人がコテカと半纏をまとい腰を振る演出でこの芸を披露した。
後日、アイヌ民族の団体北海道ウタリ協会等が「誤解を招く上に差別的である」として日本テレビ本社と北海道内の日本テレビ系列局である札幌テレビ放送 (STV) に抗議を行った。この抗議を受け、梅垣はこの芸を封印した。また日本テレビは、同年4月8日放送の『金曜ロードショー』枠での「お笑いウルトラクイズ!!」において、番組本編終了後に日本テレビアナウンサー（当時）の永井美奈子が視聴者へのお詫び・謝罪を行った。